# Turčić
Turčić je naselje u Hrvatskoj u sastavu općine Malinske – Dubašnice. Nalazi se u Primorsko-goranskoj županiji.

## Zemljopis
Nalazi se na otoku Krku. Sjeverozapadno su Vantačići i Porat, sjeveroistočno su Zidarići, Milčetići, Bogovići i Kremenići, istočno su Žgombići, jugoistočno su Milovčići, Oštrobradić, Ljutići, Barušići, Sveti Ivan, Sveti Anton, južno su Sabljići.

## Stanovništvo
| broj stanovnika | 60    | 66    | 65    | 65    | 60    | 55    | 56    | 44    | 38    | 36    | 25    | 30    | 23    | 24    | 17    | 22    | 17    |
|                 | 1857. | 1869. | 1880. | 1890. | 1900. | 1910. | 1921. | 1931. | 1948. | 1953. | 1961. | 1971. | 1981. | 1991. | 2001. | 2011. | 2021. |